# Socrate Sidirópoulos
Sokrátis Sidirópoulos (en grec moderne : Σωκράτης Σιδηρόπουλος), à l’étranger Socrate Sidirópoulos, né en 1947 en Attique en Grèce, est un peintre et sculpteur grec vivant en France.

## Biographie
Sa mère iconographe est originaire de Cappadoce. Elle lui a appris le dessin, l'iconographie, les fresques et les mosaïques.
Il fut disciple du sculpteur Ossip Zadkine. Il a étudié la peinture occidentale chez l'artiste peintre Zoe Valsamis diplômée de l'École nationale supérieure des beaux-arts de Paris et chez l'artiste peintre Philopoemen Constantinidi (en) ou Caracosta où il a étudié les œuvres de Pablo Picasso qui sont une source inépuisable d'inspiration artistique. Il a étudié l'Art de la sculpture chez le maître sculpteur Costas Valsamis (en), ancien élève du sculpteur Marcel Gimond et du sculpteur Ossip Zadkine.
Il a fait ses études à l'Académie de la Grande-Chaumière, à Paris.
Il a fait des voyages à Rome, en Cappadoce, à Constantinople, Éphèse, Jérusalem et Chypre.
Influencé par son héritage culturel, il a peint des icônes byzantines très jeune pour le besoin des églises orthodoxes grégoriennes et juliennes.
Fasciné par les maîtres Le Caravage, Zurbarán, Titien et autres classiques, il a peint les icônes de style occidental.
Amoureux de Paris et de son histoire, il a peint ses ruelles et ses monuments.
Pendant son voyage en Espagne, il a découvert la chaleur de la terre et du soleil d'Andalousie. Impressionné par les grands matadors, il a peint la tauromachie. Il leur a rendu hommage en peignant leurs portraits (comme Manolete,, Paquirri,, Nimeño II, et autres). La musique Flamenco, de Séville ne le laisse pas indifférent et il en a peint les danses. Il a complété sa série de danse en peignant les scènes de tango argentin et de samba brésilienne. 
Ses œuvres se trouvent dans différents musées, à travers le monde.

## Œuvres notoires
- Tableau de La Vuelta (Nimeño II), Nouveau musée national de Monaco, Les Villas des Pins, Monaco[4].
- Tableau L'Artiste et sa Chambre, Musée communal des beaux-arts d'Ixelles, Bruxelles, Belgique[5].
- Tableau Manolete, Museo de Arte de El Salvador, El Salvador[6].
- Tableau Portrait Oriental, Musée des beaux-arts de Göteborg, Göteborg, Suède[7].
- Tableau Le Sultan Soliman le Magnifique, Musée des beaux-arts Pouchkine, Moscou, Russie[8].